# Бертильссон, Карл
Карл Бертильссон (швед. Carl Bertilsson; 18 октября 1889, Дренгсеред — 16 ноября 1968, Вонга) — шведский гимнаст, чемпион летних Олимпийских игр 1908.
На Играх 1908 в Лондоне Бертильссон участвовал только в командном первенстве, в котором его сборная заняла первое место.